# Seiko Epson
Seiko Epson Corporation (Japans: セイコーエプソン株式会社 Seikō Epuson Kabushiki-gaisha), beter bekend als Epson, is een Japans technologiebedrijf dat een van de grootste fabrikanten van printers is. Epson maakt onder andere inkjet-, matrix-, laserprinters, scanners en computers. Het hoofdkantoor staat in Suwa, vlak bij Nagano. Seiko Epson is een van de drie bedrijven van de Seiko Group.

## Geschiedenis
In 1942 werd de fabriek van horloge onderdelen, Daiwa Kogyo Co, Ltd., opgericht in Suwa, Nagano. Dit bedrijfje met 22 werknemers voorzag de horlogefabrikant Daini Seikosha van de benodigde onderdelen. Het bedrijf groeide uit tot het later Seiko, dat bij de Olympische Zomerpelen in Tokio van 1964 de officiële tijden vastlegde. Dit gaf de inspiratie om de beste elektronische printers te gaan bouwen, waarvan de eerste in 1968 werd gepresenteerd als EP (Electronic Printer). Deze werd snel opgevolgd door destijds 's werelds kleinste printer, de EP-101, als 'son' van de EP. Zo ontstond de naam Epson. In 1990 werd Epson Europe B.V. in Amsterdam gevestigd als onderdeel van de in Japan gevestigde Seiko Epson Corporation.

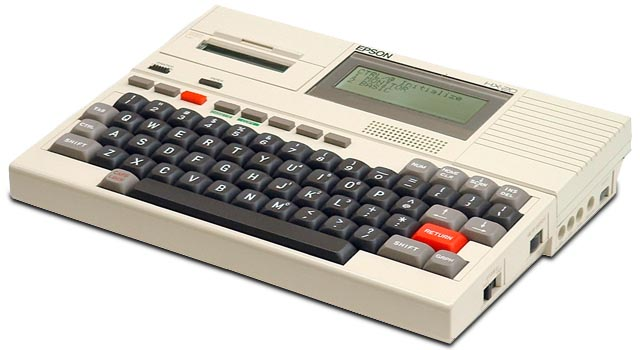
Epson HX-20 uit 1982

## Computers
In 1981 was Epson tevens (tijdelijk) zelfstandig computerproducent met ontwerpen uit eigen huis. Het bedrijf introduceerde met de HX-20 de eerste echt 'portable' personal computer in A4-formaat. Hoewel er al eerder draagbare computers waren verschenen, zoals de Grid en de Osborne, stonden deze door hun grootte en gewicht destijds bekend als 'luggables' ('sjouwbaren'). De HX-20 daarentegen gaf door zijn handzame formaat en ingebouwd mini-beeldscherm echter de aanstoot voor de ontwikkeling van wat later bekend werd als 'laptop'- of 'notebook'-computers. De HX-20 werd daardoor achteraf bekend als de eerste laptop ter wereld.

De computer was uitgerust met enkele opmerkelijke details als een ingebouwde miniatuurprinter en tal van aansluitingen voor randapparatuur. Korte tijd later, rond 1983, werd het uiterst bescheiden succes van de Epson-laptops echter overvleugeld door de verkoopresultaten van de populaire Tandy Model 100.

## Printers
Na de EP-101 printer, werden de volgen de generatie printers onder de naam Epson uitgebracht. Het sinds 1985 door fusie tot Seiko Epson Corporation omgedoopte bedrijf, ontwikkelde de Micro Piezo-inkjettechnologie, die een piëzo-elektrisch kristal in elk mondstuk gebruikte en de inkt bij de printkop niet verwarmde terwijl de inkt op de pagina werd gespoten, en bracht de Epson MJ-500-inkjetcartridge (Epson Stylus 800-printer) uit in Maart 1993. Kort daarna, in 1994, bracht Epson de eerste kleureninkjetprinter met hoge resolutie uit (720 × 720 dpi werd beschouwd als een hoge resolutie), de Epson Stylus Color (P860A) die gebruik maakte van de Micro Piezo-koptechnologie. Nieuwere modellen van de Stylus-serie maakten gebruik van de speciale DURABrite-inkt van Epson. Ze hadden ook twee harde schijven. De HD 850 en de HD 860 MFM-interface. In september 2012 introduceerde Epson een printer genaamd de Epson Expression Premium XP-800 Small-in-One. Het heeft de mogelijkheid om draadloos af te drukken. [14] Bovendien heeft de naam Expression verschillende modellen scanners gevolgd.
In september 2015 bracht Epson een printer op de markt, de Epson ET-4550 waarmee de gebruiker in plaats van printcartridges de inkt in afzonderlijke inktpotten vanuit inktflessen kan gieten. ET staat voor Eco Tank, waarbij gedoeld wordt op het economisch inktverbruik. Voordeel van dit systeem is dat niet aldoor de cartridges moeten worden vernieuwd, maar dat de inkt voldoende zou moeten zijn voor langdurig gebruik. Bovendien zouden de printkoppen nauwelijks meer behoeven te worden gereinigd, waardoor geen inkt meer verspild wordt. Deze printer werd door een hele generatie ET-printers opgevolgd. 